# Taraxacum tuvinense
Taraxacum tuvinense là một loài thực vật có hoa trong họ Cúc. Loài này được Krasnob. & Krasnikov miêu tả khoa học đầu tiên năm 1984.